# Neuhütten (Hütten)
Neuhütten ist ein Weiler der Ortsgemeinde Hütten im Eifelkreis Bitburg-Prüm in Rheinland-Pfalz.

## Geographische Lage
Neuhütten liegt rund 200 m östlich des Hauptortes Hütten auf einer Hochebene. Der Weiler ist von umfangreichen landwirtschaftlichen Nutzflächen sowie Waldgebieten im Osten und Westen umgeben. Östlich der Ansiedlung fließt der Roßbach, westlich der Gaybach.

## Geschichte
Zur genauen Entstehungsgeschichte des Weilers Neuhütten liegen keine Angaben vor. Einige Neubauten in neuerer Zeit führten jedoch dazu, dass der Weiler mittlerweile die Größe des Hauptortes übertroffen hat. Beide Ortsteile trennen zudem nur noch rund 200 m.
Der Weiler Neuhütten wird heute meist als Hütten bezeichnet, wohingegen man beim eigentlichen Hauptort meist von Althütten spricht.

## Kultur und Sehenswürdigkeiten

### Bildstock
Sehenswert ist vor allem ein Bildstock zentral im Ort. Dieser wurde gemäß Inschrift im Jahre 1904 durch die Gemeinde Hütten errichtet. Es handelt sich um einen zweistufigen Schaft mit Spitzbogennische und einem gotischen Abschlusskreuz. Innerhalb der Nische befindet sich eine Pietà. Die Nische trägt zudem einen Giebel. Bildstöcke dieser Art kommen in der Region häufig vor und folgen dem Vorbild einer Kreuzwegstation.

### Wegekreuze
Neben dem Bildstock befinden sich drei Wegekreuze auf dem Gemeindegebiet. Eines befindet sich nördlich des Ortes am Aussichtspunkt auf 508 m über NHN. Genauere Angaben zu den Kreuzen liegen nicht vor.

## Verkehr
Es existiert eine regelmäßige Busverbindung.
Neuhütten ist durch die Kreisstraße 53 erschlossen. Die Entfernung zur nächstgelegenen Stadt, Neuerburg, beträgt rund 5 km.